# Asimetrična sinteza
Asimetrična sinteza (enantioselektivna sinteza, hiralna sinteza, stereoselektivna sinteza) je organska sinteza kojom se uvodi jedan ili više hiralnih centara. Ova metodologija je značajna u farmaceutskoj hemiji jer različiti enantiomeri ili dijastereoizomeri često imaju različite biološke aktivnosti. 

## Pristupi
Postoje tri glavna pristupa za enantioselektivnu sintezu: 
- hiralno indukovana sinteza
- upotreba pomoćnih hiralnih jedinjenja
- enantioselektivna kataliza

Često se koristi koristi kombinacija ovih pristupa.

## Literatura
1. ↑  IUPAC. „asymmetric synthesis”. Kompendijum hemijske terminologije (Internet izdanje).
2. ↑  IUPAC. „stereoselective synthesis”. Kompendijum hemijske terminologije (Internet izdanje).
3. ↑  K. Mislow (2002). „Stereochemical Terminology and Its Discontents”. Chirality. 14: 126—134. doi:10.1002/Chir.10069.